# ملعب سونيرا
تأسس عام 2000 بسعة 10770 متفرج وهو الملعب الخاص لنادي اتش جيه كيه هلسنكى ويعد واحد من أفضل ملاعب فنلندا بجانب الملعب الرئيسي الخاص بالمنتخب الوطني.